# Bacino Proletarskoe
Il bacino Proletarskoe (in russo Пролетарское водохранилище?, Proletarskoe vodochranilišče) è un grande bacino idrico situato nella Russia europea meridionale. Formato nella valle del fiume Manyč, si trova nel territorio dell'oblast' di Rostov, del Territorio di Stavropol' e della Calmucchia.
Il bacino ha una superficie di 510 km² (798 secondo altre fonti) e una profondità media di 2,6 m, con una massima di 7. Il riempimento iniziò nel 1933 dopo la costruzione di una diga temporanea. Nel 1936 fu costruita una diga vicino al villaggio di Proletarskaja (ora città di Proletarsk). Nello stesso anno iniziò la costruzione del canale Nevinnomysskij, che collegava il fiume Egorlyk con il Kuban'. La costruzione del canale fu completata nel 1948 e nell'estate del 1954 il livello dell'acqua nel bacino Proletarskoe aveva raggiunto il livello di progetto di 11,9 m. Come risultato del riempimento del bacino idrico nel 1932-1936, un certo numero di laghi nella depressione del Kuma-Manyč, tra cui il Manyč-Gudilo, furono allagati e ne divennero parte integrante. 
Nel 1952 il bacino fu diviso dalla diga Novo-Manyčskaja in due sezioni: orientale e occidentale. A ovest il bacino Proletarskoe confina con il bacino Vesëlovskoe, sulle cui rive si trova di fatto la città di Proletarsk. Il serbatoio è utilizzato per l'energia elettrica, l'irrigazione e la pesca. Nella maggior parte dell'area acquatica del bacino Proletarskoe è organizzata la zona umida «Lago Manyč-Gudilo» (area approssimativa 112,6 mila ettari), che è inclusa nell'elenco della Convenzione di Ramsar sulle zone umide di importanza internazionale.